# Michael Mayer (regista statunitense)
Michael Mayer (Washington, 27 giugno 1960) è un regista, librettista, produttore televisivo e attore statunitense.

## Biografia
Dopo il diploma alla Charles W. Woodward High School, ha studiato Recitazione alla Tisch School of the Arts della New York University. La sua carriera inizia nei teatri di New York come attore, ma Mayer decide ben presto di indirizzare i suoi sforzi verso la regia. Inizia quindi a lavorare come freelance, mentre ottiene la cattedra di insegnante alla New York University, al Lincoln Center Theatre Institute, e alla prestigiosa Juilliard.
Nel 2007 vince il Tony Award per la regia del musical Spring Awakening (2006), lavoro che ottiene anche il premio come Miglior musical.
Dopo aver diretto numerose produzioni a Broadway, tenta anche la strada cinematografica con le pellicole Una casa alla fine del mondo (2004), con Colin Farrell e Robin Wright Penn e Flicka - Uno spirito libero (2006), e quella televisiva. Inoltre ha diretto diverse opere liriche al Metropolitan Opera House, a partire dal Rigoletto nel 2013, La traviata nel 2018 e Aida nel 2024.

## Filmografia

### Regista
- Una casa alla fine del mondo (A Home at the End of the World) (2004)
- Flicka - Uno spirito libero (Flicka) (2006)
- Out in the dark (Alata) (2012)
- Hatfields & McCoys – miniserie TV (2013)
- Stanistan – film TV (2015)
- Il gabbiano (The Seagull) (2018)
- Single per sempre? (Single All The Way) (2021)